# Cyrtopholis plumosa
Cyrtopholis plumosa is een spinnensoort uit de familie van de vogelspinnen (Theraphosidae). De wetenschappelijke naam van de soort werd voor het eerst geldig gepubliceerd in 1931 door Pelegrin Franganillo-Balboa.